# Sistema esférico de coordenadas
O Sistema esférico de coordenadas é um sistema de referenciamento que permite a localização de um ponto qualquer em um espaço de formato esférico através de um conjunto de três valores, chamados de coordenadas esféricas.

## Propriedades básicas

Sistema de coordenadas esféricas pela convenção norte-americana

As coordenadas esféricas {\displaystyle (r,\theta ,\varphi )} são (convenção norte-americana):
{\displaystyle x=r\,\cos \theta \,\operatorname {sen} \varphi }
{\displaystyle y=r\,\operatorname {sen} \theta \,\operatorname {sen} \varphi }
{\displaystyle z=r\,\cos \varphi }
Respeitados os intervalos {\displaystyle r\in [0,\infty [,\,\theta \in [0,2\pi [,\,\varphi \in [0,\pi ]}.
Como discutido posteriormente, alguns autores em diferentes contextos trocam as posições de {\displaystyle \theta } e {\displaystyle \varphi } e até como estes ângulos são definidos a partir dos eixos cartesianos. Por essa razão é sempre importante explicitar as substituições utilizadas num cálculo ou trabalho e ser consistente com elas até o fim.

## Deduções
|  | O sistema representa a coordenada radial através do raio esférico da membrana que virtualmente conteria o ponto no espaço e de dois ângulos, suficientes para identificar sua posição em relação aos eixos principais. |

O espaço euclidiano pode ser visto como um conjunto de esferas concêntricas em que o raio serve como delimitador máximo da superfície de cada esfera e os ângulos determinam a localização exata dos pontos sobre a superfície plana {\displaystyle \varphi ={\frac {\pi }{2}}} .
A regra de transformação de coordenadas retangulares em esféricas pode ser deduzida por trigonometria (desconsiderando para esta dedução os casos em que se anulam as funções trigonométricas, porém para as quais as identidades ainda são válidas):
- {\displaystyle \cos \theta ={\frac {x}{r\,\operatorname {sen} \varphi }}\to x=r\,\cos \theta \,\operatorname {sen} \varphi }
- {\displaystyle \operatorname {sen} \theta ={\frac {y}{r\,\operatorname {sen} \varphi }}\to y=r\,\operatorname {sen} \theta \,\operatorname {sen} \varphi }
- {\displaystyle z=r\,\cos \varphi }

Para encontrar as coordenadas esféricas a partir das suas correspondentes retangulares usamos as seguintes fórmulas:
- {\displaystyle r={\sqrt {x^{2}+y^{2}+z^{2}}}}, norma do vetor posição {\displaystyle {\vec {r}}=x{\hat {\imath }}+y{\hat {\jmath }}+z{\hat {k}}}
- {\displaystyle \operatorname {tg} \theta =\left({\frac {y}{r\,\operatorname {sen} \varphi }}\right)\left({\frac {r\,\operatorname {sen} \varphi }{x}}\right)={\frac {y}{x}}\to \theta =\operatorname {arctg} \left({\frac {y}{x}}\right)}, em que se deve considerar o quadrante de {\displaystyle \theta } por meio da função {\displaystyle \mathrm {atan2} \left(y,x\right)},[3] sendo uma regra prática esboçar a trajetória do vetor radial e considerar o ângulo {\displaystyle \theta } a partir da rotação no plano {\displaystyle xy}, da mesma forma como é encontrado o argumento principal de um número complexo, ou seja, {\displaystyle \theta =\operatorname {arg(x+yi)} }
- {\displaystyle \cos \varphi ={\frac {z}{r}}={\frac {z}{\sqrt {x^{2}+y^{2}+z^{2}}}}\to \varphi =\arccos \left({\frac {z}{\sqrt {x^{2}+y^{2}+z^{2}}}}\right)}

## Convenções utilizadas

### Convenção norte-americana
Em termos de coordenadas cartesianas, a convenção norte-americana é:
- {\displaystyle r} (raio): a distância entre o ponto P e a origem.
- {\displaystyle \varphi } (colatitude, ângulo zenital ou ângulo polar) de {\displaystyle 0} a {\displaystyle \pi } é o ângulo entre o eixo {\displaystyle z} e a linha que une a origem e ponto {\displaystyle P(x,y,z)}, e
- {\displaystyle \theta } (azimute ou longitude) de {\displaystyle 0} a {\displaystyle 2\pi } é o ângulo entre o eixo {\displaystyle x} positivo e a linha que une a origem com a projeção do ponto {\displaystyle P(x,y,z)} no plano {\displaystyle xy}.

### Convenção não norte-americana
Na convenção não norte-americana são intercalados os símbolos {\displaystyle \theta } e {\displaystyle \varphi }, sendo então:
- {\displaystyle \theta } a colatitude (ângulo polar ou ângulo zenital).
- {\displaystyle \varphi } o azimute.

A variação das três coordenadas esféricas torna-se então:
{\displaystyle 0\leq r<\infty \qquad 0\leq \varphi <2\pi \qquad 0\leq \theta \leq \pi }
Observando-se que a coordenada radial é sempre positiva.

## Aplicação ao cálculo integral
No cálculo integral, podemos usar o sistema de coordenadas esféricas para fazer uma mudança de variáveis, alterando do sistema de coordenadas cartesianas {\displaystyle (x,y,z)} para {\displaystyle (r,\varphi ,\theta )}. Neste caso há que inserir no integral o módulo do Jacobiano (determinante da matriz Jacobiana) da transformação, que neste caso dá {\displaystyle r^{2}\sin \varphi }. Vale notar que, independentemente da convenção utilizada, o módulo do Jacobiano sempre permanecerá idêntico: mudanças na ordem das linhas ou colunas apenas invertem o sinal algébrico. Então:
{\displaystyle \iiint _{Q}f(x,y,z)\,dxdydz=\iiint _{E}f(r\,\operatorname {sen} \varphi \,\cos \theta ,r\,\operatorname {sen} \varphi \,\,\operatorname {sen} \theta ,r\,\cos \varphi )\ r^{2}\,\operatorname {sen} \varphi \ drd\varphi d\theta }
A ordem de integração {\displaystyle drd\varphi d\theta } pode ser alterada conforme for mais conveniente.
Caso se queira achar apenas o volume da região {\displaystyle Q}, faz-se {\displaystyle f(x,y,z)=1}:
{\displaystyle V(Q)=\iiint _{E}\ r^{2}\,\operatorname {sen} \varphi \ drd\varphi d\theta }

### Exemplo: Volume da esfera
Neste sistema de coordenadas torna-se fácil por exemplo calcular o volume de uma esfera de raio {\displaystyle R}. Podemos constatar que, nesta região {\displaystyle Q}, com as variáveis {\displaystyle \theta \in [0,2\pi )}, {\displaystyle \varphi \in [0,\pi ]} e {\displaystyle r\in [0,R]}.
{\displaystyle V(Q)=\int _{0}^{R}\int _{0}^{2\pi }\int _{0}^{\pi }r^{2}\,\operatorname {sen} \varphi \,d\varphi d\theta dr=\int _{0}^{R}r^{2}\int _{0}^{2\pi }\int _{0}^{\pi }\operatorname {sen} \varphi \,d\varphi d\theta dr=}
{\displaystyle =\int _{0}^{R}r^{2}\int _{0}^{2\pi }(-\cos(\pi )+\cos(0))\,d\theta dr=2\int _{0}^{R}r^{2}\int _{0}^{2\pi }1\,d\theta dr=}
{\displaystyle =2\int _{0}^{R}r^{2}(2\pi -0)\,dr=4\pi \int _{0}^{R}r^{2}\,dr=4\pi \left[{\frac {r^{3}}{3}}\right]_{0}^{R}={\frac {4}{3}}\pi R^{3}}

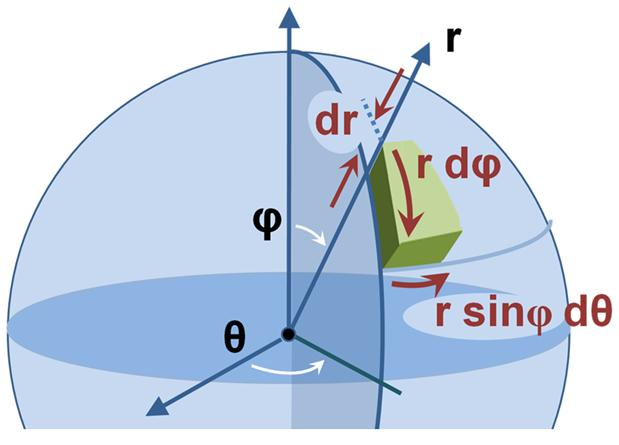
Volume elementar em coordenadas esféricas (convenção norte-americana)

que coincide com a fórmula da geometria euclidiana para o volume da esfera.